# Carpintería (ort i Argentina)
Carpintería är en ort i Argentina.   Den ligger i provinsen San Luis, i den centrala delen av landet, 700 km väster om huvudstaden Buenos Aires. Carpintería ligger 825 meter över havet och antalet invånare är 1 788.
Terrängen runt Carpintería är varierad. Närmaste större samhälle är Merlo, 7,1 km norr om Carpintería. 
Trakten runt Carpintería består i huvudsak av gräsmarker. Runt Carpintería är det glesbefolkat, med 10 invånare per kvadratkilometer.